# アレクサンデル・メヒア
アレクサンデル・メヒア・サバルサ（Alexander Mejía Sabalza、1988年7月11日 - ）は、コロンビア・バランキージャ出身のプロサッカー選手。デポルティーボ・カリ所属。元コロンビア代表。ポジションはMF。

## 経歴

### クラブ
2005年、デポルテス・キンディオでプロデビュー。2012年、アトレティコ・ナシオナルに移籍。初年度でコパ・コロンビアとスーペルリーガ・コロンビアーナの2冠を達成した。翌年はカップ連覇とリーグ制覇を達成。マクネリー・トーレス退団後にはキャプテンに任命された。
2016年6月、クラブ・レオン移籍内定が発表された。正式加入はコパ・リベルタドーレス終了後となる。

### 代表
2012年、2014 FIFAワールドカップ・南米予選のペルー戦でコロンビア代表デビュー。予選中にレギュラーを獲得し、5試合に出場した。
2014 FIFAワールドカップではギリシャ戦とコートジボワール戦に途中出場した。また、日本戦では先発出場した。

## 代表歴

### 出場大会
- コロンビア代表
  - 2014 FIFAワールドカップ

### 試合数
- 国際Aマッチ 27試合 0得点（2012年-2021年）[6]

| コロンビア代表 | 国際Aマッチ | 国際Aマッチ |
| 年             | 出場        | 得点        |
| -------------- | ----------- | ----------- |
| 2012           | 1           | 0           |
| 2013           | 6           | 0           |
| 2014           | 9           | 0           |
| 2015           | 8           | 0           |
| 2016           | 1           | 0           |
| 2017           | 0           | 0           |
| 2018           | 0           | 0           |
| 2019           | 0           | 0           |
| 2020           | 0           | 0           |
| 2021           | 2           | 0           |
| 通算           | 27          | 0           |

## タイトル
アトレティコ・ナシオナル
- カテゴリア・プリメーラA (3): 2013-I, 2013-II, 2014-I
- コパ・コロンビア (2): 2012, 2013
- スーペルリーガ・コロンビアーナ (1): 2012
- コパ・リベルタドーレス (1): 2016